# 우주경찰 휴먼 파워
《우주경찰 휴먼 파워》는 한국에서 제작된 김청기 감독의 1992년 영화이다. 이상운 등이 주연으로 출연하였고 이용기 등이 제작에 참여하였다. 
한편, 《후레시맨》 《마스크맨》등 수입금지 일본 특수촬영영화를 만화영화로 둔갑시킬 당시 이 같은 형식으로 만들어진  《로보트 태권 V 90 》가 깡통으로 나온 철이가 김흥국의 호랑나비 춤을 추는 것, 수엘(76년작 오리지널의 메리 대신 등장하는 안드로이드)이  에너지를 충전하기 위해 220V 콘센트에 대고 전기를 충전하는 등의 설정이 초등학생들이 보기엔 유치찬란한 수준이란 지적 외에도 수엘이 등장 내내 쓴 헬멧 뿐 아니라 우뢰매 시리즈의 데일리를 연상시키는 수엘의 에어로빅 복장과 금발머리 가발, 다스베이더를 표절한 것임이 명백한 카프의 코스튬 등 여러 가지 이유로 관객들한테 외면당하여 5399명의 굴욕적인 흥행성적에 머물러 《로보트 태권 V 90 》끝으로 서울동화가 문을 닫은 후 한동안 방황해 온 김청기 감독이 '김청기 필름'이란 영화사를 설립한 뒤 처음으로 제작한 영화였는데 서울동화는 《로보트 태권 V 90 》을 끝으로 문을 닫은 후  이 회사 제작부장 김춘범씨가 인수하여 비유엠 영화 제작소로 재탄생했다.

## 줄거리
세계를 정복하려는 악의 무리들을 물리치기 위해 선의 절대자는 사랑의 해, 봉사의 달, 박애의 별의 세 전사를 지구에 파견한다. 절대자의 명령으로 지구에 파견된 세 전사들은 지구인으로서 일상을 보냄과 동시에 지구를 정복하려는 악의 무리들을 추적하고 물리치기 위해 각자 행동에 들어간다. 
세계적인 생명유전 공학의 권위자인 유한길 박사는 세미나를 위해 외국일정을 마치고 국내에 귀국하여 과학기술처에 들리려고 하던 중 사이보그에 의해 납치되려 했지만 마침 길을 지나던 달궁(휴먼 2호)에 의해서 가까스로 납치를 면하게 된다. 이를 본 달궁은 해궁과 함께 그 사이보그의 정체가 우주 악당으로 알려진 루빌 3형제가 보낸 첩자라는 것을 알아채게 된다. 
한편 유한길 박사를 노리고 있는 우주악당 루빌은 유한길 박사를 납치하게 되고 부모의 영감으로 초능력을 가진 손녀 유리는 초능력 공격으로 루빌을 위협하였지만 유 박사는 납치되었고 사이보그가 유리를 공격하려는 순간 해궁(휴먼 1호)이 등장하여 루빌과 맞서게 된다. 
우주의 악당이자 반란자로 알려진 루빌, 루딜, 루옹 3형제와 이들을 무찌르기 위해 지구를 지키려는 우주경찰 휴먼 1호, 2호, 3호의 활약이 보여진다. 

## 출연

### 주연
- 이상운
- 정명재
- 정태우
- 정은영

### 조연
- 최태환
- 문성근
- 원풍연
- 서정수
- 서원섭
- 배건식
- 정종열
- 이순용
- 김혜자
- 이현정
- 박남현

## 기타
- 제작총지휘: 김청기
- 촬영부: 박정남
- 촬영부: 김종만
- 조명: 박성대
- 조명부: 김병훈
- 조명부: 장재명
- 연출부: 박혜원
- 연출부: 김광복
- 연출부: 김영진
- 특수효과: 정도안
- 무술감독: 오요섭
- 분장: 신재호
- 애니메이션: 조항리